# مقياس باليرمو
مقياس باليرمو أو مقياس باليرمو التقني لخطر الاصطدام (بالإنجليزية: Palermo Technical Impact Hazard Scale)‏ هو مقياس لوغاريتمي يستعمله الفلكيون لتقييم خطر الاصطدام المستقبلي للأجرام القريبة من الأرض (NEOs). يجمع المقياس بين احتمالية وبيانات حدوث الاصطدام، وطاقته الحركية المُقدَّرة له (التي تمثل حجم الضرر الذي يمكن أن يحدثه)، ليحصل منها على قيمةٍ تحدّد حجم «الخطر». عندما يحظى جرم فضائي بتقييم 0، فذلك يعني أن خطر اصطدامه مماثل لـخطر الخلفية (وهو مصطلح يعني أن الخطر لا يزيد عن خطر أي جسمٍ آخر من الحجم نفسه في مكانٍ ما من الفضاء). أما تقييم +2 فيعني أن الخطر أكثر احتمالاً بـ100 ضعف من خطر الخلفية العشوائي العادي. من جهةٍ أخرى، يشير تقييم -2 إلى أنَّ الجرم - حتى لو اصطدم - لن يمثّل خطراً يذكر على سكان الأرض، غالباً بسبب حجمه الصغير، وتشير المقادير بين -2 و0 إلى أنَّ الجرم يتطلَّب متابعة حذرة رغم عدم اعتباره خطراً غير عادي. يعتمد مقياس باليرمو على أسسٍ معقَّدة قليلاً لوضع تقييامته، وهو موجَّه بشكل أساسي نحو الفلكيين المتخصِّصين، أما الإعلام وعامة الناس فيوجد مقياس مشابه - لكنه أبسط بدرجةٍ كبيرة - موجَّه إليهم هو مقياس تورينو.

## المقياس
يقارن المقياس - لتحديد درجة الخطر - بين احتمالية أن يصطدم الجرم المعنيُّ بكوكب الأرض بناءً على الحسابات الرياضية، وبين الضَّرر المتوقَّع الذي يمكن أن يحدثه اصطدام جرمٍ بهذا الحجم. يُعرَف الخطر الوسطي الطبيعي لحدوث اصطدام عشوائي بـ«خطر الخلفية». يتم تحديد قيمة مقياس باليرمو (P) بناءً على المعادلة الآتية:
{\displaystyle P\equiv \log _{10}{\frac {p_{i}}{f_{B}T}}}
حيث:
- pi هي احتمالية وقوع الاصطدام.
- T هو الفاصل الزمني الذي يتم حساب pi ضمنه.
- fB هي وتيرة وقوع اصطدامات الخلفية.

ولحلّ المعادلة أعلاه، يتم تحديد وتيرة وقوع اصطدامات الخلفية بالمعادلة الآتية:
{\displaystyle f_{B}={\frac {3}{100}}E^{-4/5}yr^{-1}\;}
حيث أنَّ حد الطاقة E يُقَاس بالميغاطن، أما yr فهي وحدة T مقسومةً على سنةٍ واحدة.

## تاريخ التقييمات
كان الكويكب القريب من الأرض 89959 2002 أن تي 7 أول جرمٍ يكتشفه برنامج وكالة ناسا للأجرام المجاورة للأرض يحظى بتقييمٍ إجابي على مقياس باليرمو (تقييمٌ أعلى من 0)، حيث حظي بدرجة 0.06، ممَّا يشير إلى أنَّ تهديده للأرض أكبر من تهديد الخلفية. لكن هذا التقييم انخفض بدرجةٍ كبيرة بعد أن أخذت قياسات جديدة أكثر دقَّة للكويكب، وهو الآن لا يعتبر تهديداً بأي قدرٍ يُذكَر، وقد أزيل من على قائمة الخطر في 1 أغسطس سنة 2002.
لمدَّة قصيرة من أواخر شهر ديسمبر سنة 2004، مُنِحَ كويكب 99942 أبوفيس (الذي لم يكن معروفاً وقتذاك إلا بتسميته المؤقَّتة 2004 MN4) الرقم القياسي لأعلى قيمة حظي بها أي جرمٍ في التاريخ على مقياس باليرمو، وهي قيمة 1.10 لاحتمال اصطدامه بالأرض في سنة 2029. تظهر قيمة 1.10 التي أخذها كويكب أبو فيس أنَّ احتمالية اصطدامه اعتبرت أعلى بنحو 12.6 مرة من اصطدامات الخلفية العشوائية: أي حظي بإمكانية 1 من 37 عوضاً عن 1 من 472. رغم ذلك، أظهرت الأرصاد اللاحقة - الأكثر دقَّة - أنَّ إمكانية اصطدام الكويكب في سنة 2029 هي بالحقيقة صفر. حتى سنة 2013، حظي كويكب أبو فيس بتقييم -3.32 على مقياس باليرمو، لإمكانية اصطدامه بالأرض في سنة 2068.
منذ شهر سبتمبر سنة 2002، لا زال أعلى تقييم على مقياس باليرمو هو تقييم الكويكب (29075) 1950 دا، الذي يحظى بقيمة 0.17 لإمكانية اصطدامه بالأرض في سنة 2880. 1950 دا هو الكويكب الوحيد المعروف حالياً الذي يمكن أن يكون خطر اصطدامه أعلى من خطر الخلفية.